# 1984 în științifico-fantastic
- 1983 în științifico-fantastic — 1984 în științifico-fantastic — 1985 în științifico-fantastic

1984 în științifico-fantastic a implicat o serie de evenimente:

## Nașteri și decese

### Nașteri
- Serang Chung

### Decese
- Alexander Brändle (n. 1923)
- A. Bertram Chandler (n. 1912)
- Franz Fühmann (n. 1922)
- Sterling Noel (n. 1903)
- Walter Tevis (n. 1928)
- William Voltz (n. 1938)

## Cărți

### Romane
- Across the Sea of Suns de Gregory Benford
- Acțiunea Lebăda de George Anania
- The Alejandra Variations de Paul Cook
- The Big U de Neal Stephenson
- Clay's Ark de Octavia E. Butler
- Demon de John Varley
- Devil On My Back de Monica Hughes
- Dinosaur Planet Survivors de Anne McCaffrey
- Dr. Adder de K. W. Jeter
- Emergence de David R. Palmer
- The Final Encyclopedia de Gordon R. Dickson
- Free Live Free de Gene Wolfe
- Les Fœtus d'acier de Serge Brussolo
- Heechee Rendezvous -- Întâlnire cu Heechee de Frederik Pohl
- Heretics of Dune - Ereticii Dunei de Frank Herbert
- The Integral Trees de Larry Niven
- Interstellar Pig de William Sleator
- Job: A Comedy of Justice de Robert A. Heinlein
- The Laughter of Carthage de Michael Moorcock
- Master of Space and Time de Rudy Rucker
- The Merchants' War de Frederik Pohl
- Moon-Flash de Patricia A. McKillip
- Native Tongue de Suzette Haden Elgin
- Neuromancer -- Neuromantul de William Gibson
- Paradyzja de Janusz A. Zajdel
- Talismanul de Stephen King și Peter Straub
- The Peace War de Vernor Vinge
- The Planiverse de A. K. Dewdney
- The Practice Effect de David Brin
- Them Bones de Howard Waldrop
- The Tides of Time - Valurile timpului de John Brunner
- Voyage to the City of the Dead de Alan Dean Foster
- West of Eden de Harry Harrison

### Colecții de povestiri
- Imposibila oază, 35 de povestiri de Vladimir Colin
- Is That What People Do? de Robert Sheckley
- Sfera paralelă de Gheorghe Păun

### Povestiri
- "A Cabin on the Coast" de Gene Wolfe
- "The Crystal Spheres" de David Brin
- "Morning Child" de Gardner Dozois
- "The Toynbee Convector" de Ray Bradbury

## Filme
| Titlu                                                      | Regizor                   | Distribuție                                                        | Țara                                                  | Sub-Gen /Note |
| ---------------------------------------------------------- | ------------------------- | ------------------------------------------------------------------ | ----------------------------------------------------- | ------------- |
| 2010                                                       | Peter Hyams               | Roy Scheider, John Lithgow, Helen Mirren, Keir Dullea              | Statele Unite ale Americii                            | [ 2 ]         |
| The Adventures of Buckaroo Banzai Across the 8th Dimension | W. D. Richter             | Peter Weller, John Lithgow, Jeff Goldblum, Christopher Lloyd       | Statele Unite ale Americii                            |               |
| The Brother from Another Planet                            | John Sayles               | Joe Morton, Darryl Edwards, Steve James                            | Statele Unite ale Americii                            |               |
| Dreamscape                                                 | Joseph Ruben              | Dennis Quaid, Max von Sydow, Christopher Plummer                   | Statele Unite ale Americii                            |               |
| Dune                                                       | David Lynch               | Francesca Annis, Leonardo Cimino, Brad Dourif                      | Statele Unite ale Americii                            |               |
| Electric Dreams                                            | Steve Barron              | Lenny Von Dohlen, Virginia Madsen, Bud Cort                        | Statele Unite ale Americii                            |               |
| The Element of Crime                                       | Lars von Trier            | Michael Elphick, Esmond Knight, Me Me Lai                          | Danemarca                                             |               |
| Firestarter                                                | Mark L. Lester            | David Keith, George C. Scott, Drew Barrymore                       | Statele Unite ale Americii                            |               |
| Ghostbusters                                               | Ivan Reitman              | Bill Murray, Dan Aykroyd, Harold Ramis, Sigourney Weaver           | Statele Unite ale Americii                            |               |
| I Guerrieri dell'anno 2072                                 | Lucio Fulci               | Jared Martin, Fred Williamson, Howard Ross                         | Italia                                                |               |
| Iceman                                                     | Fred Schepisi             | Timothy Hutton, Lindsay Crouse, John Lone                          | Statele Unite ale Americii                            |               |
| The Ice Pirates                                            | Stewart Raffill           | Robert Urich, Mary Crosby, Michael D. Roberts                      | Statele Unite ale Americii                            |               |
| Impulse                                                    | Graham Baker              | Tim Matheson, Meg Tilly, Hume Cronyn                               | Statele Unite ale Americii                            |               |
| The Last Starfighter                                       | Nick Castle               | Lance Guest, Catherine Mary Stewart, Robert Preston, Dan O'Herlihy | Statele Unite ale Americii                            |               |
| Lensman                                                    | Yoshiaki Kawajiri         |                                                                    | Japonia                                               | Film anime    |
| Macross: Do You Remember Love?                             | Shoji Kawamori            |                                                                    | Japonia                                               | Film anime    |
| The Noah's Ark Principle                                   | Roland Emmerich           | Richy Müller, Franz Buchrieser                                     | Germania de Vest                                      |               |
| Night of the Comet                                         | Thom Eberhardt            | Catherine Mary Stewart, Kelli Maroney, Robert Beltran              | Statele Unite ale Americii                            |               |
| Nineteen Eighty-Four                                       | Michael Radford           | John Hurt, Richard Burton, Suzanna Hamilton                        | Regatul Unit al Marii Britanii și al Irlandei de Nord |               |
| The Philadelphia Experiment                                | Stewart Raffill           | Michael Paré, Nancy Allen, Eric Christmas                          | Statele Unite ale Americii                            |               |
| Repo Man                                                   | Alex Cox                  | Harry Dean Stanton, Emilio Estevez, Olivia Barash                  | Statele Unite ale Americii                            |               |
| Runaway                                                    | Michael Crichton          | Tom Selleck, Cynthia Rhodes, Gene Simmons, Kirstie Alley           | Statele Unite ale Americii                            |               |
| The Return of Godzilla                                     | Koji Hashimoto (director) | Raymond Burr, Ken Tanaka                                           | Japonia · Statele Unite ale Americii                  |               |
| Sexmission                                                 | Juliusz Machulski         | Olgierd Lukaszewicz, Jerzy Stuhr, Hanna Stankówna                  | Polonia                                               |               |
| Star Trek III: The Search for Spock                        | Leonard Nimoy             | William Shatner, Leonard Nimoy, DeForest Kelley, Christopher Lloyd | Statele Unite ale Americii                            |               |
| Starman                                                    | John Carpenter            | Jeff Bridges, Karen Allen, Charles Martin Smith                    | Statele Unite ale Americii                            |               |
| The Terminator                                             | James Cameron             | Arnold Schwarzenegger, Michael Biehn, Linda Hamilton               | Statele Unite ale Americii                            | [ 3 ]         |
|                                                            |                           |                                                                    |                                                       |               |

## Premii

### Premiul Hugo
Premiile Hugo decernate la Worldcon pentru cele mai bune lucrări apărute în anul precedent:
- Premiul Hugo pentru cel mai bun roman:[4] Maree stelară de David Brin
- Premiul Hugo pentru cea mai bună povestire:
- Premiul Hugo pentru cea mai bună prezentare dramatică:
- Premiul Hugo pentru cea mai bună revistă profesionistă:
- Premiul Hugo pentru cel mai bun fanzin:

### Premiul Nebula
Premiile Nebula acordate de Science Fiction and Fantasy Writers of America pentru cele mai bune lucrări apărute în anul precedent:
- Premiul Nebula pentru cel mai bun roman:[5] Neuromantul de William Gibson
- Premiul Nebula pentru cea mai bună nuvelă:
- Premiul Nebula pentru cea mai bună povestire:

### Premiul Saturn
Premiile Saturn sunt acordate de Academy of Science Fiction, Fantasy and Horror Films:
- Premiul Saturn pentru cel mai bun film științifico-fantastic: Terminatorul, regizat de James Cameron